# سالار عظیمی
سالار عظیمی تاجر ایرانی ساکن هلند است. او در سن ۱۳ سالگی به هلند رفت و تاجر و میلیونر شد.
عظیمی وقتی به هلند آمد، ابتدا چند سال با پدر و مادر و برادرش ساسان در اتاق کوچکی در مرکز پناهجویان زندگی کرد. سپس به مدرسه در زلاند فلاندر رفت. پس از فارغ‌التحصیلی، او به همراه ساسان نهادهای تجاری متنوعی ایجاد کرد: شرکت تلفن ترندی تلکام، شرکت ترندی کامپیوترز، بعدها همچنین یک هتل، یک قایق مهمانی و باشگاه فوتبال آماتور بلژیکی خود با عنوان K. Patro Eisden Maasmechelen. آنها میلیونر شدند.
عظیمی با آنیکا رویشر ازدواج کرد. آنها دو دختر دارند: پرنسس و ایزابل. آنها در قلعه الدرشانس در آردنبورگ زندگی می‌کنند. او همچنین صاحب چندین خودرو گران‌قیمت و انحصاری است.
عظیمی در چندین برنامه تلویزیونی بلژیکی و هلندی حضور داشته‌است.

## دستگیری
در ۱۸ اسفند ۱۳۹۰ عظیمی به همراه برادرش ساسان دستگیر شدند. آنها مظنون به پولشویی، کلاهبرداری وام مسکن و جعل هستند.